# Paiva Raposo
Paiva Raposo, (Lisboa, 1959) é um pintor português. Foi formado em pintura pela Faculdade de Belas-Artes da Universidade de Lisboa.

## Vida Profissional
Iniciou suas actividades docentes no próprio atelier com cursos de Iniciação à Gravura e formação de novos gravadores, actividade que se prolonga até ao presente com várias distinções e representações, enquanto Oficina/Escola, em exposições e festivais de Gravura nacionais e internacionais. De 1984 até 1985 fez também pós-graduação como bolseiro do Governo italiano em Florença e Siena onde fez estudos sobre o Renascimento Italiano, de 1982 até 1983 foi bolseiro da Fundação Calouste Gulbenkian para estudos de Pintura. em 1990 teve início de actividade docente como Professor do Curso de Pintura da Sociedade Nacional de Belas Artes, actividade ainda presentemente e exercida. De 1996 até 1998 foi bolseiro da Fundação Calouste Gulbenkian lá fez bolsa de investigação na área da Gravura Experimental. Em 2001 teve colaboração com a Comissária Anna Orzesko da Bienal Internacional de Lódz na definição normativa de Gravura Experimental.

## Prémios e distinções
- 1985 - Prémio do V International Mini Print em Barcelona, Cadaqués, Madrid e Boston.
- 1986 - Prémio de edição da Galeria Fort, Barcelona.
- 1986 - Membro do Júri Internacional do VI International Mini Print, Cadaqués.
- 1990 – Artista convidado para trabalhar e expôr as suas obras em Gothemborg na Galleri Komposition 5 no âmbito do programa Jovem Pintura Europeia de Vanguarda organizado pelo Ministério da Cultura sueco.
- 1994 - Prémio da Bienal na IV Bienal de Gravura da Amadora.

## Exposições Individuais
- 1984 - Teatro Experimental de Cascais, Pinturas e Gravuras.
- 1984 - Casa da Imprensa, Lisboa, Pinturas e Desenhos.
- 1985 - Galeria S. Francisco, Lisboa, Pinturas e Desenhos.
- 1985 - Galeria Fort, Barcelona, Gravuras e Desenhos.
- 1987 - Galeria S. Francisco, Lisboa, «Reflexos» (Pinturas).
- 1987 - Galeria Gilde, Guimarães, Pinturas.
- 1988 - Galleri Komposition 5, Gothemborg, «Aftonpromenader» (Pinturas), exposição subsidiada pela Fundação Calouste Gulbenkian.
- 1988 - Alliance Française, Lisboa, «Le plan de l’atelier» (Desenhos).
- 1989 - Galeria S. Francisco, Lisboa, «Pinturas Recentes».
- 1989 - Galeria Soctip/Centro de Arte, Lisboa, «25 provas únicas» (Gravuras).
- 1990 - Galeria Gilde, Guimarães, «Pinturas Recentes».
- 1990 - Galeria Soctip/Centro de Arte, Lisboa, «Pinturas Recentes».
- 1991 - Galleri Komposition 5, Gothemborg, «Spring of joy» (Pinturas e Desenhos).
- 1991 - Galeria SIC/Bertrand, Vigo, «Obras Recentes».
- 1991 - Galeria Soctip/Centro de Arte, Lisboa, «Pinturas Recentes».
- 1994 - Galeria de Arte Moderna, Sociedade Nacional de Belas Artes, Lisboa, «Gravuras», com David de Almeida, exposição subsidiada pela Fundação Calouste Gulbenkian.
- 1996 - Galeria Municipal de Caldas da Rainha, «Disparates» (Gravuras e Desenhos), homenagem a Goya, exposição integrada na V Bienal de Gravura da Amadora - Comissária Manuela Cristóvão.
- 1998 - Galeria Fann, Madrid, «Gravuras».
- 1999 - Galeria Art Konstant, Lisboa, «Pinturas».
- 1999 - Eborensia Galeria, Évora, Gravuras, exposição integrada no II Festival de Gravura de Évora – Comissária Teodolinda Pascoal.
- 2001 - Galeria Art Konstant, Lisboa, «Pinturas e Gravuras».
- 2003 – Galeria Art Konstant, Lisboa, «Pinturas e Desenhos».
- 2005 – Galeria Lucília Cruz-Arte Contemporânea, Lisboa, «Desenhos sobre poemas de Paul Éluard».
- 2007 - Galeria Municipal do Montijo (exp. com Jaime Silva).

### Exposições Internacionais como Artista Convidado Individualmente
- 1985 - I Salon de l’Estampe et de l’Image Multipliée, Paris.
- 1986 - VIII Bienal Internacional da Noruega.
- 1986 - III Bienal Internacional de Ermont, França.
- 1987 - X Premio Internazionale Biella per l’Incisione, Itália.
- 1987 - X Trienal Internacional de Berlim.
- 1987 - IV Bienal Internacional de Varna.
- 1987 - IV Esposizione Internazionale di Grafica, Catania.
- 1987 - Graphica Atlantica Europe/USA, Museu Nacional de Reikjavik, Islândia.
- 1988 - Bienal Internacional de Desenho, Tuzla’88, Jugoslávia.
- 1988 - Miniature 4, Galleria Gamlebyen, Oslo.
- 1989 - Bienal Internacional de Lubin, Cuprum IV, Polónia.
- 1989 - IX Bienal Internacional da Noruega.
- 1990 - XI Premio Internazionale Biella per l’Incisione, Itália.
- 1990 - XI Trienal Internacional de Berlim.
- 1990 - I Bienal Europeia de Gravura Contemporânea, França.
- 1991 - Seoul International Methodology Show, Coreia.
- 1992 - European Large Format, Dublin - Capital Europeia da Cultura.
- 1993 - Global Graphics Maastricht.
- 1994 - Bienal Internacional do Cairo, Ministério da Cultura, Cairo.
- 1997 - Gravura Contemporânea, Museu de Arte Moderna de Buenos Aires.
- 1999/2000 - Bienal Internacional do Cairo, Ministério da Cultura, Cairo.
- 2001 - Gravura Contemporânea Portuguesa no Québec, Canadá - Comissária Jeanne de Chantal Côté.
- 2001 - Euro Print 2001, International Triennial, Dalarnas Museum, Suécia – Comissária Anne Seppanen.
- 2002 - Gravura Contemporânea Portuguesa, S. Paulo, Brasil – Comissária Irene Ribeiro.
- 2005 - Artista convidado da Bienal Internacional do Cairo, Ministério da Cultura, Cairo.
- 2008 - 1ª Bienal Internacional do Montijo (Artista convidado).

### Exposições Internacionais integrando a Representação Nacional
- 1983 - International Mini Print, Cadaqués, Barcelona, Madrid e Boston.
- 1984 - XXIII Prémio Internacional de Desenho Joan Miró, Fundação Joan Miró, Barcelona.
- 1984 - International Mini Print, Cadaqués, Barcelona, Madrid e Boston.
- 1985 - X Trienal Internacional de Spa.
- 1985 - Bienal Internacional de Lódz, Polónia, Galeria de Arte Moderna.
- 1985 - International Mini Print, Cadaqués, Barcelona, Madrid e Boston.
- 1985 - XI International Exhibition of Prints, Kanagawa, Japão.
- 1985 - I Bienal Internacional de Electrografia, Barcelona.
- 1985 - XVI Bienal Internacional de Ljubljana, Museu de Arte Moderna.
- 1986 - XI Bienal Internacional de Cracóvia, Museu de Arte Moderna.
- 1986 - International Mini Print, Cadaqués, Barcelona, Madrid e Boston.
- 1986 - Bienal Internacional de Seoul, 1986/1988.
- 1987 - Bienal Internacional de Lódz, Polónia, Galeria de Arte Moderna.
- 1989 - Bienal Internacional de Lódz, Polónia, Galeria de Arte Moderna.
- 1991 - Bienal Internacional de Lódz, Polónia, Galeria de Arte Moderna.
- 1993 - Bienal Internacional de Lódz, Polónia, Galeria de Arte Moderna.
- 1995 - Bienal Internacional de Lódz, Polónia, Galeria de Arte Moderna.
- 1998 - Bienal Internacional de Tóquio.
- 1999 - Bienal Internacional de Lódz, Polónia, Galeria de Arte Moderna.

### Algumas Exposições Colectivas no País
- 1979 - Galeria Opinião, Lisboa.
- 1982 - Sociedade Nacional de Belas Artes, Lisboa.
- 1983 - Fundação Calouste Gulbenkian, Lisboa.
- 1985 - Galeria Astolfi, Cascais.
- 1986 - III Exposição da Fundação Calouste Gulbenkian.
- 1987 - Galeria Gilde, Guimarães.
- 1988 - Feira de Arte Contemporânea, Lisboa.
- 1989 - Galeria Soctip/Centro de Arte.
- 1989 - Feira de Arte Contemporânea, Lisboa.
- 1990 - II Bienal de Gravura da Amadora, (Artista Convidado).
- 1992 - Jovem Arte Contemporânea, Chaves.
- 1994 - IV Bienal de Gravura da Amadora.
- 1996 - Sociedade Nacional de Belas Artes, «Diversidades».
- 1996 - V Bienal de Gravura da Amadora (Exposição Individual).
- 1998 - VI Bienal de Gravura da Amadora.
- 1998 - Gravura Contemporânea Portuguesa, Galeria Fann, Madrid.
- 2000 - I Bienal Internacional de Gravura da Amadora (Artista Convidado).
- 2000 – Pintura Contemporânea nos Açores, Ilha do Pico.
- 2002 – Galeria Art Konstant, Lisboa.
- 2003 – Galeria Art Konstant, Lisboa.
- 2006 - Lisbon Village Festival (Câmara Municipal do Montijo).
- 2006/7 - 50 Anos de Gravura Portuguesa, Centro de Artes de Lagos; Sociedade Nacional de Belas Artes; Fundação Cupertino de Miranda, Famalicão.
- 2008 - "Da fuga das marionetas", Museu da Marioneta, Lisboa.

## Representação em Museus e Colecções Públicas e Privadas
- Colecção do Bureau of Art Exhibitions, Lódz e Cracóvia, Polónia.
- Museu de Gravura Contemporânea, Noruega.
- Museu Herman Hebler, Noruega.
- Colecção Per Mattsson, Tomelilla, Suécia.
- Pinacoteca do Instituto de Alta Cultura de Catania, Itália.
- Museu Internacional de Electrografia, Universidade de Castilla-la-Mancha, Espanha.
- Colecção do National Centre of Fine Arts, Ministry of Culture, Egipto.
- Colecção Arens, S. Francisco, E.U.A.
- Caixa Geral de Depósitos.
- Banco de Portugal.
- Colecções particulares.